# Кузьниця-Кеджинська
Кузьниця-Кеджинська (пол. Kuźnica Kiedrzyńska) — село в Польщі, у гміні Миканув Ченстоховського повіту Сілезького воєводства.
Населення — 521 особа (2011).
У 1975-1998 роках село належало до Ченстоховського воєводства.

## Демографія
Демографічна структура станом на 31 березня 2011 року:
|          | Загалом | Допрацездатний вік | Працездатний вік | Постпрацездатний вік |
| -------- | ------- | ------------------ | ---------------- | -------------------- |
| Чоловіки | 254     | 54                 | 179              | 21                   |
| Жінки    | 267     | 50                 | 172              | 45                   |
| Разом    | 521     | 104                | 351              | 66                   |